# EMU-320

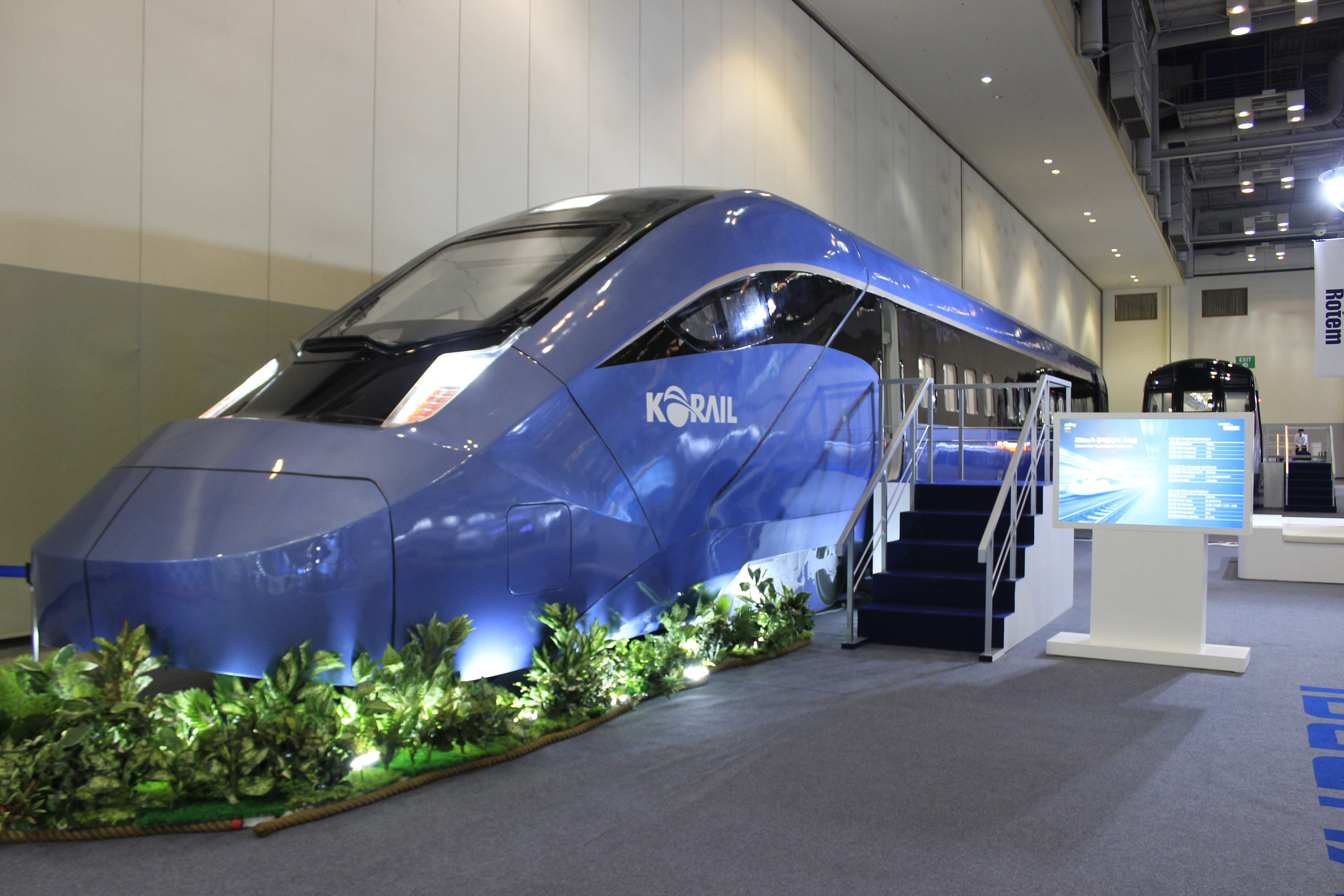
Trem-unidade elétrico de alta velocidade EMU-250/300 da Korail.

O EMU-320 é um trem-unidade elétrico de alta velocidade sul-coreano fabricado pela Hyundai Rotem e operado pela Korail.

## História
Após o desenvolvimento do HEMU-430X, a Hyundai Rotem e a Korail assinaram um acordo em dezembro de 2016 para o fornecimento de trens-unidade elétrico de alta velocidade, os primeiros de seu tipo na Coreia do Sul em operação comercial (o HEMU-430X também é um trem-unidade elétrico, mas não entrou em operação nem foi produzido em massa). O pedido era para duas variantes: 2 composições EMU-320 de oito vagões (com uma velocidade operacional de 320 km/h) e 19 composições de seis vagões, a serem entregues por volta de 2020–2021.
Em setembro de 2016, a Korail realizou um concurso para o público decidir o design dos novos trens. Em 2017, um modelo do design escolhido foi exposta ao público para divulgar o trem irmão (EMU-260) e avaliar a recepção popular.

## Especificações
A tecnologia incorporada nesses trens é derivada do trem experimental HEMU-430X testado anteriormente pela Korail. O EMU-320 contará com a mesma aparência dos trens EMU-260, porém a formação consistirá em oito vagões, em vez de seis vagões. Ao contrário de outros trens KTX, o EMU-320 utiliza tração distribuída com vagões com cabines em cada extremidade e seis vagões intermediários com motores, em vez de usar locomotivas.
O trem pode acelerar de 0 a 300 km/h em 230 segundos, em contraste com 316 segundos para o KTX-Sancheon.

## Interior
Ao contrário de outros trens KTX, os assentos do EMU-320 apresentam mais espaço para as pernas dos passageiros, maiores apoios de braço, tomadas USB, plataformas de carregamento sem fio e telas de entretenimento semelhante ao sistema de entretenimento a bordo encontrado em aeronaves. Além disso, cada assento é alinhado com uma janela.